# Зеленецкий, Александр Александрович
Александр Александрович Зеленецкий (1886—1960) — участник Белого движения на Юге России, командир бронепоездов «Иоанн Калита» и «Единая Россия», полковник.

## Биография

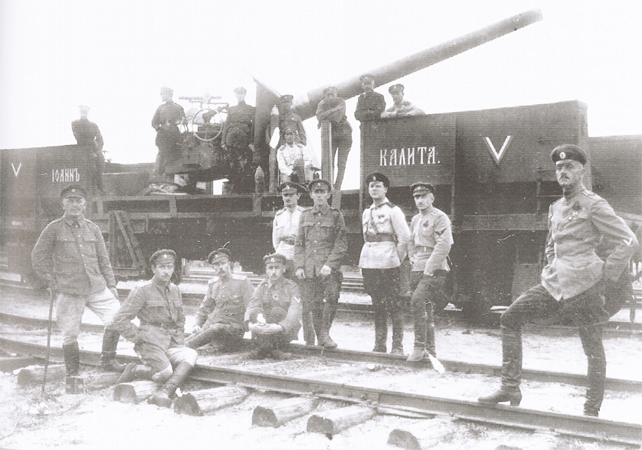
Команда бронепоезда «Иоанн Калита».

Из дворян Нижегородской губернии. Сын генерал-майора Александра Андреевича Зеленецкого (1841—1904).
Окончил 3-й Московский кадетский корпус (1904) и Михайловское артиллерийское училище (1907), откуда выпущен был подпоручиком в 3-ю гренадерскую артиллерийскую бригаду. 16 сентября 1908 года переведен в 14-ю артиллерийскую бригаду. Произведен в поручики 1 сентября 1909 года, в штабс-капитаны — 31 августа 1913 года.
В Первую мировую войну вступил с 14-й артиллерийской бригадой. Отличился во время Луцкого прорыва, был пожалован Георгиевским оружием
За то, что, будучи в чине штабс-капитана, в боях 23 и 24 мая 1916 года при взятии сильно укрепленной неприятельской позиции на участке Борбан—Корыто все время находился в передовых пехотных цепях в качестве передового наблюдателя в положении исключительной опасности, в сфере действительного ружейного и пулеметного огня, и своим корректированием стрельбы в значительной мере способствовал нанесению неприятелю полного поражения.
Произведен в капитаны 17 августа 1916 года, в подполковники — 5 ноября 1917 года. Был награждён Георгиевским крестом 4-й степени с лавровой веткой за отличие в бою 9 июля 1917 года.
С началом Гражданской войны, в январе 1918 года вступил в ряды 2-й бригады русских добровольцев, формировавшейся в Кишинёве, и был назначен командиром 1-й батареи. В августе 1918 года прибыл в Добровольческую армию, где служил в бронепоездных частях. С 14 по 26 октября 1918 был командиром бронепоезда «Генерал Алексеев», затем — на бронепоезде «Единая Россия». 27 октября 1918 года произведен в полковники. С 7 апреля 1919 года назначен командиром бронепоезда «Иоанн Калита». Во время Московского похода ВСЮР командовал дивизионом бронепоездов, в том числе при взятии Курска, а в сентябре—октябре 1919 был начальником бронепоезда Корниловской дивизии. В январе 1920 года — командир 8-го бронепоездного дивизиона ВСЮР. С 24 августа 1920 года назначен командиром бронепоезда «Единая Россия», в каковой должности оставался до эвакуации Крыма. На 30 декабря 1920 года — в 1-й батарее 6-го артиллерийского дивизиона в Галлиполи.
Осенью 1925 года — в составе Дроздовского артдивизиона во Франции. В эмиграции там же, работал шофером такси в Париже. Принимал деятельное участие в работе военных организаций. Был членом Комитета по организации представительства русской национальной эмиграции во Франции (1940—1941) и председателем Главного правления Русского национального союза участников войны в Париже (1941). Состоял членом Объединения кадет 3-го Московского кадетского корпуса, вице-председателем правления Союза российских кадетских корпусов (с 1957), а также председателем редакционных коллегий журналов «Досуг московского кадета» и «Кадет».
Скончался в 1960 году в Монморанси. Похоронен на кладбище Сент-Женевьев-де-Буа.

## Награды
- Орден Святого Станислава 3-й ст. с мечами и бантом (ВП 21.02.1915)
- Орден Святой Анны 3-й ст. с мечами и бантом (ВП 21.02.1915)
- Орден Святого Станислава 2-й ст. с мечами (ВП 21.02.1915)
- Орден Святого Владимира 4-й ст. с мечами и бантом (ВП 21.05.1915)
- Орден Святой Анны 4-й ст. с надписью «за храбрость» (ВП 24.09.1915)
- Орден Святой Анны 2-й ст. с мечами (ВП 24.05.1916)
- Георгиевское оружие (ПАФ 4.03.1917)
- Георгиевский крест 4-й ст. с лавровой веткой (№ 1143498)